# Gut Figenburg

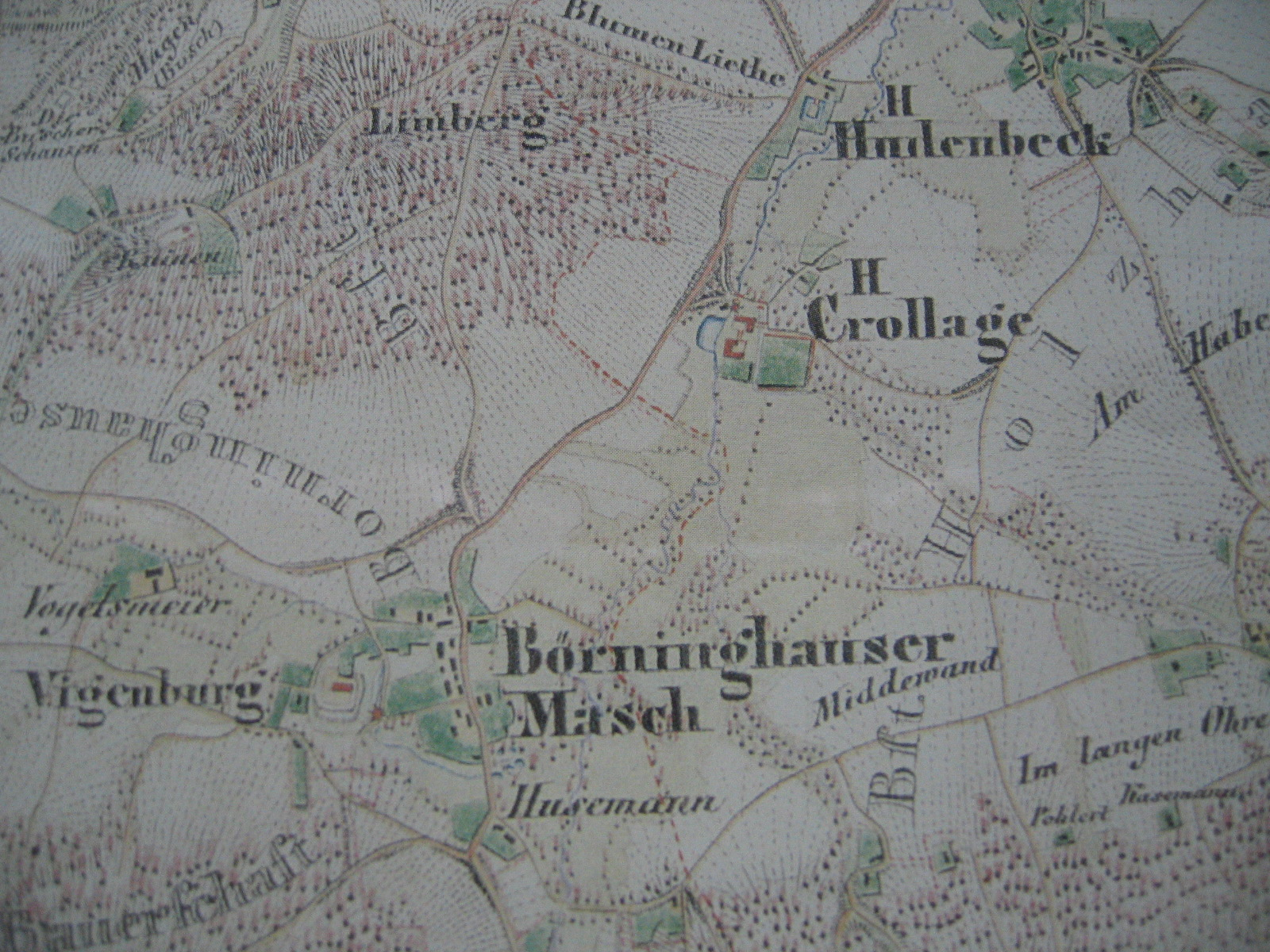
Urkataster von 1837 mit dem noch erhaltenen Gut

Das Gut Figenburg (auch Fiegenburg, Vigenburg und Vygenburg geschrieben) war ein Rittersitz östlich von Preußisch Oldendorf-Börninghausen in Nordrhein-Westfalen. Er war über Jahrhunderte Eigentum der Familie von Schloen genannt Tribbe, ehe er im 18. Jahrhundert von der Familie von Ledebur ersteigert wurde. Das Gut wurde im 20. Jahrhundert vollständig niederlegt. An seine Existenz erinnert heute nur noch der Straßenname „Fiegenburgweg“.

## Geschichte
Die Anlage wurde vermutlich um 1334 von Dethard von Schloen als Wasserburg am Mühlenbach gegründet und war Allodialbesitz der Familie. Dethard besaß seit 1319 auch die nahe gelegene Burg Limberg, deren Burgmann er war, als Pfand vom Bistum Minden. Seine Familie teilte sich später in die Linien Tribbe und Gehle. Die Figenburg war spätestens seit 1398 im Besitz des Tribbenschen Familienzweigs, denn für jenes Jahr ist Stats von Schloen genannt Tribbe als Besitzer verbürgt. Als dessen Sohn Reineke Burgherr auf der Figenburg war, wurde diese im Winter 1431/1432 von Osnabrücker Truppen belagert, konnte aber standhalten. Reinekes Enkel gleichen Namens vermachte den Besitz in der ersten Hälfte des 16. Jahrhunderts gemeinschaftlichen seinen beiden Söhnen Mattheus und Jasper. Letzterer hatte einen gleichnamigen Sohn, der 1538 alleiniger Herr der Burganlage war. Dessen kinderloser Sohn Amelung hinterließ die Anlage seinem Cousin Reineke, dem Sohn von Mattheus von Schloen genannt Tribbe. 1689 war Reinekes Urenkel Johann Philipp Herr des Gutes Figenburg. Zu seiner Zeit bestand die Wasserburg seiner Ahnen jedoch schon nicht mehr, lediglich ihre Fundamente waren noch erhalten. Daneben hatte die Familie um 1660/1680 einen herrschaftlichen Neubau errichtet.
1736 war das Gut vollkommen überschuldet und musste Konkurs anmelden. Es folgte eine Zwangsversteigerung, bei welcher der Domkapitular Heinrich Plato von Ledebur das Anwesen ersteigerte. Seine Familie besaß auch schon das benachbarte Schloss Crollage. Es dauerte jedoch noch bis 1738, ehe Heinrich Plato tatsächlich Besitz von Figenburg ergreifen und es mit dem Gut Crollage vereinigen konnte. Gemeinsam mit diesem vermachte er es bei seinem Tod im Jahr 1759 seinem Neffen Christian von Ledebur. Die neuen Eigentümer bewohnten das Gut Figenburg jedoch nicht selbst, sondern ließen es von Pächtern bewirtschaften. Während des 19. Jahrhunderts wurden die Gutsgebäude Stück für Stück verkauft und niedergelegt, das Herrenhaus war schon kurz nach 1800 abgerissen worden. Um 1890 wurden auch die bis dahin noch erhaltenen Wälle abgetragen, sodass 1894 nur noch ein einziges Ökonomiegebäude vom Gut übrig geblieben war. Auch dieses existiert heute nicht mehr.

## Beschreibung
Das Anwesen lag im Eggetal unterhalb der Burg Limberg und in unmittelbarer Nähe zum Schloss Crollage. Das Aussehen der mittelalterlichen Burganlage ist nicht überliefert, es steht jedoch fest, dass zu ihr ein Gutshof und eine Wassermühle gehörten. Die Anlage war wohl von einem Wassergraben umgeben, aus dem später ein Teich entstand. Das Herrenhaus aus dem 17. Jahrhundert war ein zweigeschossiger Bau, der auch Rotes Haus genannt wurde. Ihm gegenüber lag ein eingeschossiges Wirtschaftsgebäude, das im Jahr 1733 durch einen Neubau ersetzt wurde.